# James Cooley
James Cooley (Nova York, 18 de setembre de 1926-Huntington Beach, 29 de juny de 2016) va ser un matemàtic estatunidenc.

## Biografia
En 1949, es va llicenciar en la Universitat de Manhattan. En 1951, va ingressar a la Universitat de Colúmbia, rebent el mestratge en Matemàtiques i el doctorat en Matemàtiques aplicades en 1961.
Va ser programador en la computadora de John von Neumann en l'Institut d'Estudis avançats, Princeton, Nova Jersey de 1953 a 1956. Va treballar en càlculs mecànics quàntics en l'Institut Courant, a la Universitat de Nova York de 1956 a 1962, quan es va unir al personal d'investigació de l'IBM Watson Research Center, Yorktown Heights, Nova York. Després de jubilar-se de l'IBM el 1991, es va incorporar al Departament d'Enginyeria Elèctrica de la Universitat de Rhode Island, Kingston, on va exercir en la facultat del programa d'Enginyeria informàtica.

## Contribució[3]
La seva contribució més significativa al món de les matemàtiques i el processament de senyals digitals és la transformada ràpida de Fourier, que va desenvolupar en conjunt amb John Turkey mentre treballava per la divisió d'investigació d'IBM en 1965.
Cooley va ser un pioner en el senyal numèric que processa un camp del desenvolupament en la transformada ràpida de Fourier (FFT). Aquest camp s'utilitza en estudis atmosfèrics i analitza els senyals enviats des de l'espai exterior a la Terra per la famosa antena del radiotelescopi d'Arecibo (Puerto Rico). Va desenvolupar el FFT amb teoria i usos comuns matemàtics i la va fer més disponible per als científics dirigint i ideant nous tipus d'algorismes. En matèria d'informàtica va aplicar la cristal·lografia amb les seves innovacions en algorismes en sèrie.
La motivació va ser proporcionada pel Dr. Richard L. Garwin d'IBM Watson Research, qui estava preocupat per verificar un tractat d'armes nuclears amb la Unió Soviètica per a les converses SALT. Garwin va pensar que si tingués una Transformada de Fourier molt més ràpida, podria col·locar sensors en el sòl als països que envolten la Unió Soviètica. Va suggerir tant a Cooley com a Tukey com es podrien programar les transformades de Fourier perquè fossin molt més ràpides. Van fer el treball, es van col·locar els sensors i ell va poder localitzar explosions nuclears a menys de 15 quilòmetres d'on estaven ocorrent.
JW Cooley va ser membre del Comitè de Processament de Senyals Digitals del IEEE, va ser triat membre del IEEE pel seu treball en FFT i va rebre la Medalla del Centenari del IEEE. En 2002 va rebre la medalla de processament de senyals IEEE Jack S. Kilby. Va contribuir considerablement a l'establiment de terminologia en el processament de senyals digitals.

## Algunes publicacions
- An algorithm for the machine calculation of complex Fourier sèries (1965).
- Fast Approximate Subspace Tracking (FAST) (1997).
- Two Algorithms for Fast Approximate Subspace Tracking (1999).
- A Subspace Tracking Algorithm Using the Fast Fourier Transform (2004).